# Contea di Tekes
La contea di Tekes (特克斯县S, Tèkèsī XiànP) è una contea della Cina, situata nella regione autonoma di Xinjiang e amministrata dalla prefettura autonoma kazaka di Ili.